# كازي نو ستيغما
كازي نو ستيغما (باليابانية: 風の聖痕スティグマ، بالروماجي: Kaze no Sutiguma) هي سلسلة رواية خفيفة من تأليف تاكاهيرو ياماتو ورسم نيكو مياكاي، بعد موت المؤلف 20 يوليو عام 2009، توقفت الرواية عند المجلد 12. إنتجت إلى أنمي تلفزيوني من قبل استوديو جونزو، عرض الأنمي في 12 أبريل عام 2007 واستمر عرض حتى 21 سبتمبر عام 2007، وتكون من 24 حلقة.

## القصة
تدور أحداث القصة عن كازوما كاناغي الابن الأكبر لعائلة كانغجي والوريث المفترض. وبسبب عدم قدرته على استخدام القدرة التحكم في النيران، فقد اعتبر أنه عديم الفائدة داخل عائلته. على الرغم من عدم قدرته على استخدام النار، أصر والده على ان يخوض كازوما كاناغي، نزالا شريفا مع أبنة عمه ايانو كاناغي على من يصبح وريثا لكنز عائلة كاناغي الذي هو عبارة عن سيف اسطوري، هزم كازوما البالغ من العمر 16 عامًا، هزيمة قاسية من قبل ابنة عمه أيانو كاناغي البالغ من العمر 12 عامًا، وتم نفيه من العائلة.

## الشخصيات

### الشخصيات الرئيسية
أيانو كاناغي (باليابانية: 神凪 綾乃، بالروماجي: Kannagi Ayano)
مؤدية الصوت: أيومي فوجيمورا
كازوما ياغامي (باليابانية: 八神 和麻، بالروماجي: Yagami Kazuma)
مؤدي الصوت: دايسكي أونو
أكينو واتانابي (أيام الطفولة)
رين كاناغي (باليابانية: 神凪 煉، بالروماجي: Kannagi Ren)
مؤدية الصوت: ريكا موريناغا

### شخصيات أخرى
غينما كاناغي (باليابانية: 神凪 厳馬، بالروماجي: Kannagi Genma)
مؤدي الصوت: ريكيا كوياما
جوغو كاناغي (باليابانية: 神凪 重悟، بالروماجي: Kannagi Jūgo)
مؤدي الصوت: ماساكي تيراسوما
كوريها تسوابوكي (باليابانية: 石蕗 呉羽، بالروماجي: Tsuwabuki Kureha)
مؤدية الصوت: مامي كوسوغي
مايومي تسوابوكي (باليابانية: 石蕗 真弓، بالروماجي: Tsuwabuki Mayumi)
مؤدية الصوت: إيري مياجيما
أيومي تسوابوكي (باليابانية: 石蕗 あゆみ، بالروماجي: Tsuwabuki Ayumi)
مؤدية الصوت: كانا ساكاي
كيريكا تاتشيبانا (باليابانية: 橘 霧香، بالروماجي: Tachibana Kirika)
مؤدية الصوت: ساياكا أوهارا

## وصلات خارجية
- الموقع الرسمي (باليابانية)
- الموقع الرسمي عند جونزو (باليابانية)
- كازي نو ستيغما عند فنميشن
- كازي نو ستيغما على موقع ANN manga (الإنجليزية)